# The Hessian Renegades
The Hessian Renegades is een Amerikaanse stomme en korte film uit 1909 onder regie van D.W. Griffith.

## Verhaal
Tijdens de Amerikaanse Revolutie moet een jonge soldaat een belangrijk bericht doorgeven aan generaal Washington. Hij wordt echter opgemerkt door vijanden en vlucht. Ze zitten hem op de hielen. Hoe ontsnapt de jongeman?

## Rolverdeling
| Acteur             | Personage           |
| ------------------ | ------------------- |
| Owen Moore         | Soldaat             |
| Linda Arvidson     | Boer                |
| William J. Butler  | Boer                |
| Verner Clarges     | Boer                |
| D.W. Griffith      | -                   |
| Kate Bruce         | Familie van Soldaat |
| Arthur V. Johnson  | Hes                 |
| James Kirkwood     | Familie van Soldaat |
| Florence Lawrence  | -                   |
| Marion Leonard     | -                   |
| Wilfred Lucas      | -                   |
| George Nichols     | Hes                 |
| Anthony O'Sullivan | Hes                 |
| Lottie Pickford    | -                   |
| Mary Pickford      | Familie van Soldaat |
| Frank Powell       | Hes                 |
| Billy Quirk        | Hes                 |
| Gertrude Robinson  | Familie van Soldaat |
| Mack Sennett       | Hes                 |
| George Siegmann    | Hes                 |
| Henry B. Walthall  | -                   |